# Nishchaiy
Nishchaiy (français: La détermination) est un film indien, réalisé par Esmayeel Shroff, sorti le 17 juillet 1992.
Ce film de l'industrie de Bollywood met en vedette Vinod Khanna, Salman Khan et Karishma Kapoor. Il s'agit du deuxième film que tournent ensemble Karishma Kapoor et Salman Khan.

## Terrain
Ravi Yadav (Vinod Khanna) est le serviteur de Manohar Singh (Rajeev Verma). Il a un frère cadet, Rohan Yadav ( Salman Khan ), qu'il souhaite voir comme un bon et bon avocat. La femme de Manohar commence à enseigner l'anglais à Ravi afin qu'il puisse trouver un bon travail lorsqu'il se rendra à Mumbai et qu'il puisse payer les dépenses scolaires et universitaires de Rohan, mais Manohar ne se sent pas en sécurité et envisage d'emprisonner Ravi. Ravi est faussement accusé d'avoir violé son amant, Parvati, et condamné à 12 ans de prison parce que le vrai violeur a tué Parvati puis a dit au tribunal que Ravi l'avait violée. L'épouse de Manohar, Renuka (Moushumi Chatterjee), assure à Ravi qu'elle aidera Rohan à devenir avocat.
12 ans plus tard, lorsque Ravi sort de prison, on ignore où se trouve Rohan. Rohan, entre-temps, a été adopté par le célèbre avocat Gujral (Saeed Jaffrey) et sa femme Yashoda (Reema Lagoo), et est maintenant connu sous le nom de Vasudev Gujral, avocat de profession. Vasudev tombe amoureux de Payal Singh ( Karisma Kapoor ), qui se trouve être la fille de Manohar. Ravi découvre que Renuka est vivante, mais sa mémoire est diminuée après que Manohar ait tenté de la tuer. Manohar ignore que Renuka est en vie. Il commence un traitement médical pour Renuka. Pour gagner l'argent nécessaire, il accepte un contrat pour tuer Vasudev Gujral, car on lui dit que Vasu a violé puis tué une femme et en tuant Vasu, il aide la mère des femmes à se venger, sachant peu qu'il est sur le point de tuer son propre frère innocent longtemps séparé.
Quand il entre dans la chambre de Vasudev, il voit une photo et apprend que Vasu est Rohan. Il revient, mais Vasu l'attrape et commence à le battre, et Ravi est arrêté. Au commissariat, Renuka se précipite car sa mémoire est revenue. Tout le monde apprend ce qui s'est passé et Payal retrouve sa mère, dont on lui a dit qu'elle était décédée. Payal se rend chez elle pour affronter son père, Manohar. Manohar piège sa propre fille. Vient ensuite une action. Ravi est abattu par Manohar, Renuka veut tuer Manohar, mais Ravi qui prend son dernier souffle lui dit de ne pas le faire. Ravi meurt et l'histoire se termine.

## Synopsis
Ravi Yadav (Vinod Khanna) est le serviteur de Manohar Singh (Rajiv Verma). Il a un frère cadet, Rohan Yadav (Salman Khan). Lorsque Ravi est faussement accusé du meurtre d'une femme, et condamné à 12 ans de prison, la femme de Manohar Singh Renuka (Moushumi Chatterjee) lui assure qu'elle va prendre soin de Rohan.

## Distribution
- Vinod Khanna : Ravi Yadav
- Salman Khan : Rohan Yadav/Vasudev Gujral
- Karisma Kapoor : Payal (la fille de Singh)
- Shammi Kapoor :
- Moushmi Chatterjee : Renuka Singh (la mère de Payal)
- Sudha Chandran : Julie
- Avtar Gill : Joseph Lobo
- Rajiv Verma : Manohar Singh
- Reema Lagoo : Yashoda (l'épouse de Gujral)
- Roopa Ganguly : Vidya
- Saeed Jaffrey : Gujral